# 北条宗時 (遠江守)
北条 宗時（ほうじょう むねとき）は、鎌倉時代中期の北条氏の一門。第5代執権・北条時頼の子で、第8代執権・北条時宗の弟に当たる。通称は五郎（ごろう）。生没年、生母は不明。阿曾遠江守と称した。系図類にのみに見える人物であり、『吾妻鏡』等の史料には登場せず、実在したかどうかについては疑問が抱かれている。